# All Time Low
All Time Low je ameriški pop punk band iz Baltimore-a, ki je nastala leta 2003. Band sestavljajo: vokal in kitara: Alex Gaskarth, kitara in back vokal: Jack Barakat, bas kitara in back vokal: Zack Merrick ter bobni: Rian Dawson. Do zdaj so All Time Low izdali 4 albume in live album. Band nastopa skozi celo leto, pojavili pa so se tudi na različnih glasbenih festivalih, kot so: Warped Tour, Reading and Leeds in Soundwave.

## Zgodovina

### 2003–06: Formation and The Party Scene
All Time Low so postali band, ko so bili še v srednji šoli. Začeli so s priredbami drugih pesmi, predvsem od Blink-182. Leta 2004 so podpisali pogodbo z Emerald Moon Records. Prvi studijski album z naslovom The Party Scene so izdali julija 2005.
Pred koncem srednje šole leta 2006, so All Time Low podpisali pogodbo, tokrat s Hopeless Records.